# Display Manager
Display Manager（ディスプレイマネージャ）とは、APOLLO Domainシリーズのワークステーションで使用されていた、アポロコンピュータ社独自に開発されたウィンドウシステムである。このディスプレイマネージャは、初代のワークステーションから実装され、日本に普及後、日本語化した漢字ディスプレイマネージャとして発売された。

## 概要
ディスプレイマネージャは1981年、アポロコンピュータ社が世界最初のEWSとしてDN100を出荷していた時から搭載されていたウィンドウシステムである。
最大の特徴は、4種類のウィンドウをもち、DMコマンドと言う制御コマンドをもち以下を制御する機能を搭載していた。
- ウィンドウ制御
- ペーストバッファ制御
- テキスト入力制御
- 検索
- 置換え
- キー定義制御
- プロセス生成制御
- ログイン・ログアウト制御

漢字ディスプレイマネージャは、上記機能に加えフロントエンドプロセッサ機能を搭載していた。

## 搭載OS
ディスプレイマネージャは、アポロコンピュータ社が開発したOS、AEGISおよびDOMAIN/OSに搭載され、HP-UXのオプションソフトウェアとして販売されていた。
DOMAIN/OSになったとき、X Window Systemを取込みディスプレイマネージャと並列に動作可能な環境が提供された。
ただし、UNIXで構築された動作環境を取り込む目的で搭載したものであり、X-WINDOWアクセラレータなど高速化させる仕組みはハードウェアではサポートされなかった。（当時のコンピュータではX-WINDOW SYSTEMは非常に重いソフトウェアであった）
HP-UXには、オプションソフトウェアで一時的に販売されていた。
ディスプレイマネージャ環境の開発能力は、X-WINDOW SYSTEMをはるかに超えるものであったが、高価であったことと、極端な環境の変化となるため企業投資上売れなかった。さらにHP-UXは、AEGISやDOMAIN/OSのような分散OSではないため、その真価を発揮できなかった。

## 4種類のウインドウ

### DM入力ウィンドウ
DMコマンド入力する専用ウィンドウ

### DM出力ウィンドウ
DMコマンド実行結果を表示する専用ウィンドウ

### トランススクリプトパッド
フォアグランドで動作するプロセスを表示するウィンドウで、起動時に指定されたシェル(コマンドラインインターフェース)が操作する。
トランススクリプトパッドは、操作結果履歴が残るリードオンリーの編集パッド領域と、シェルコマンド入力領域をもつウィンドウを言う。
入力領域をホールド機能で固定すると、編集パッドと同等の編集操作が可能で、その場でスクリプト編集が行えた。

### 編集パッド
テキストファイル編集をサポートするウィンドウである。
編集能力は、現在のPC上の高機能エディタ(例:秀丸エディタやさくらエディタ)の能力を備えていた。
そのため、UNIXでは一般的とされるviやEmacs等の端末に縛られるエディタは、APOLLO Domainシリーズのワークステンション以外のワークステーション使用者用の救済コマンドであった。

## DMコマンド
DMコマンドはテキストのスクリプトとしてDM入力ウィンドウ上で実行が可能で、利用者しだいで、メニュー表示や漢字変換システムなどを利用者に合わせて製作が容易にできた。
これらをスクリプトをキー定義することで、より使いやすい環境を自前で製作が可能であった。